# Nenad Firšt
Nenad Firšt, slovenski skladatelj, dirigent, violinist in organizator, * 6. november 1964, Zagreb.

## Življenjepis
Študij kompozicije je na Akademiji za glasbo v Ljubljani končal v razredu prof. Daneta Škerla leta 1988. Študiral je še violino in se izpopolnjeval v Franciji in na Madžarskem. 
Deloval je kot violinist zagrebškega godalnega kvarteta Sebastian, predsednik Glasbene mladine Slovenije. Od leta 1988 je umetniški vodja in dirigent Celjskega godalnega orkestra. Opravlja delo generalnega sekretarja Glasbene mladine Slovenije in vodi glasbeno dejavnosti na Zavodu Celeia Celje.
Ustvarja predvsem večja koncertantna dela, s krstnimi izvedbami pa se redno pojavlja na koncertih Koncertnega ateljeja društva slovenskih skladateljev in Nočeh slovenskih skladateljev. Med njegova najvidnejša dela sodijo: Something Wild za violino solo, Satiricon za komorni orkester, Čarobna gora za simfonični orkester, Koncert za violino in orkester, Hopska bela zarja za kontrabas solo, Pot za mešani zbor, tolkala in godala, SSSSS variacije za violo in kontrabas, V tistem trenutku postanka za flavto, klarinet, pozavno, klavir, tolkala, violo in violončelo. 
Na koncertih in festivalih v Evropi, ZDA, Braziliji, Avstraliji, Rusiji, Koreji, na Japonskem in Tajskem je bilo predstavljenih več kot sto Firštovih solističnih, komornih in simfoničnih del. S svojimi skladbami je na tridesetih ploščah uglednih domačih in tujih umetnikov in ansamblov.
Za svoje delovanje je prejel več nagrad in priznanj, med drugim Prešernovo nagrado Akademije za glasbo v Ljubljani (za skladbo III. godalni kvartet), Prešernovo nagrado občine Celje (za celovito podobo glasbenega ustvarjalca), leta 2009 nagrado Prešernovega sklada (za skladateljski opus) in 2019 Kozinovo nagrado. Od leta 2010 je predsednik Društva slovenskih skladateljev.
Občasno nastopa kot violinist (Celjski godalni orkester, ansambel za izvirno ljudsko glasbo Kurja koža). 